# Liste des titres musicaux numéro un en Autriche en 2004
Cette page liste les titres numéro un dans les meilleures ventes de disques en Autriche pour l'année 2004.

## Classement des singles
| №  | Date         | Artiste                           | Titre                           |
| -- | ------------ | --------------------------------- | ------------------------------- |
| 1  | 2 janvier    | Christina Stürmer                 | Mama Ana Ahabak                 |
| 2  | 9 janvier    | Christina Stürmer                 | Mama Ana Ahabak                 |
| 3  | 16 janvier   | Christina Stürmer                 | Mama Ana Ahabak                 |
| 4  | 23 janvier   | The Black Eyed Peas               | Shut Up                         |
| 5  | 30 janvier   | The Black Eyed Peas               | Shut Up                         |
| 6  | 6 février    | The Black Eyed Peas               | Shut Up                         |
| 7  | 13 février   | The Black Eyed Peas               | Shut Up                         |
| 8  | 20 février   | Oomph!                            | Augen auf                       |
| 9  | 27 février   | Verena (de)                       | Addiction                       |
| 10 | 5 mars       | Oomph!                            | Augen auf                       |
| 11 | 12 mars      | Oomph!                            | Augen auf                       |
| 12 | 19 mars      | Oomph!                            | Augen auf                       |
| 13 | 26 mars      | Anastacia                         | Left Outside Alone              |
| 14 | 2 avril      | Anastacia                         | Left Outside Alone              |
| 15 | 9 avril      | Anastacia                         | Left Outside Alone              |
| 16 | 16 avril     | Anastacia                         | Left Outside Alone              |
| 17 | 23 avril     | Anastacia                         | Left Outside Alone              |
| 18 | 30 avril     | Usher feat. Ludacris and Lil' Jon | Yeah!                           |
| 19 | 7 mai        | Haiducii (de)                     | Dragostea din tei               |
| 20 | 14 mai       | Christina Stürmer                 | Vorbei                          |
| 21 | 21 mai       | Eamon                             | F**k It (I Don’t Want You Back) |
| 22 | 28 mai       | Eamon                             | F**k It (I Don’t Want You Back) |
| 23 | 4 juin       | Eamon                             | F**k It (I Don’t Want You Back) |
| 24 | 11 juin      | Eamon                             | F**k It (I Don’t Want You Back) |
| 25 | 18 juin      | O-Zone                            | Dragostea din tei               |
| 26 | 25 juin      | O-Zone                            | Dragostea din tei               |
| 27 | 2 juillet    | O-Zone                            | Dragostea din tei               |
| 28 | 9 juillet    | O-Zone                            | Dragostea din tei               |
| 29 | 16 juillet   | O-Zone                            | Dragostea din tei               |
| 30 | 23 juillet   | O-Zone                            | Dragostea din tei               |
| 31 | 30 juillet   | O-Zone                            | Dragostea din tei               |
| 32 | 6 août       | O-Zone                            | Dragostea din tei               |
| 33 | 13 août      | O-Zone                            | Dragostea din tei               |
| 34 | 20 août      | O-Zone                            | Dragostea din tei               |
| 35 | 27 août      | O-Zone                            | Dragostea din tei               |
| 36 | 3 septembre  | O-Zone                            | Dragostea din tei               |
| 37 | 10 septembre | O-Zone                            | Dragostea din tei               |
| 38 | 17 septembre | Aventura                          | Obsesión                        |
| 39 | 24 septembre | Aventura                          | Obsesión                        |
| 40 | 1er octobre  | Aventura                          | Obsesión                        |
| 41 | 8 octobre    | Aventura                          | Obsesión                        |
| 42 | 15 octobre   | Aventura                          | Obsesión                        |
| 43 | 22 octobre   | Aventura                          | Obsesión                        |
| 44 | 29 octobre   | Aventura                          | Obsesión                        |
| 45 | 5 novembre   | Aventura                          | Obsesión                        |
| 46 | 12 novembre  | Eric Prydz                        | Call on Me                      |
| 47 | 19 novembre  | Eric Prydz                        | Call on Me                      |
| 48 | 26 novembre  | Eric Prydz                        | Call on Me                      |
| 49 | 3 décembre   | Eric Prydz                        | Call on Me                      |
| 50 | 10 décembre  | Eric Prydz                        | Call on Me                      |
| 51 | 17 décembre  | Eric Prydz                        | Call on Me                      |
| 52 | 24 décembre  | Nu Pagadi                         | Sweetest Poison                 |
| 52 | 31 décembre  | Nu Pagadi                         | Sweetest Poison                 |

## Classement des albums
| №  | Date         | Artiste                                                     | Titre                           |
| -- | ------------ | ----------------------------------------------------------- | ------------------------------- |
| 1  | 2 janvier    | Christina Stürmer                                           | Freier Fall                     |
| 2  | 9 janvier    | Christina Stürmer                                           | Freier Fall                     |
| 3  | 16 janvier   | Orchestre philharmonique de Vienne Direction: Riccardo Muti | Neujahrskonzert 2004            |
| 4  | 23 janvier   | Orchestre philharmonique de Vienne Direction: Riccardo Muti | Neujahrskonzert 2004            |
| 5  | 30 janvier   | Orchestre philharmonique de Vienne Direction: Riccardo Muti | Neujahrskonzert 2004            |
| 6  | 6 février    | Orchestre philharmonique de Vienne Direction: Riccardo Muti | Neujahrskonzert 2004            |
| 7  | 13 février   | Evanescence                                                 | Fallen                          |
| 8  | 20 février   | Norah Jones                                                 | Feels like Home                 |
| 9  | 27 février   | Norah Jones                                                 | Feels like Home                 |
| 10 | 5 mars       | Norah Jones                                                 | Feels like Home                 |
| 11 | 12 mars      | Norah Jones                                                 | Feels like Home                 |
| 12 | 19 mars      | Norah Jones                                                 | Feels like Home                 |
| 13 | 26 mars      | Guns N' Roses                                               | Greatest Hits                   |
| 14 | 2 avril      | Guns N' Roses                                               | Greatest Hits                   |
| 15 | 9 avril      | Anastacia                                                   | Anastacia                       |
| 16 | 16 avril     | Anastacia                                                   | Anastacia                       |
| 17 | 23 avril     | Anastacia                                                   | Anastacia                       |
| 18 | 30 avril     | Anastacia                                                   | Anastacia                       |
| 19 | 7 mai        | Anastacia                                                   | Anastacia                       |
| 20 | 14 mai       | Rainhard Fendrich                                           | Aufleben                        |
| 21 | 21 mai       | Rainhard Fendrich                                           | Aufleben                        |
| 22 | 28 mai       | Alanis Morissette                                           | So-Called Chaos                 |
| 23 | 4 juin       | Avril Lavigne                                               | Under My Skin                   |
| 24 | 11 juin      | Zucchero                                                    | Zu & Co.                        |
| 25 | 18 juin      | Christina Stürmer                                           | Soll das wirklich alles sein?   |
| 26 | 25 juin      | Christina Stürmer                                           | Soll das wirklich alles sein?   |
| 27 | 2 juillet    | Söhne Mannheims                                             | Noiz                            |
| 28 | 9 juillet    | Christina Stürmer                                           | Soll das wirklich alles sein?   |
| 29 | 16 juillet   | Christina Stürmer                                           | Soll das wirklich alles sein?   |
| 30 | 23 juillet   | Christina Stürmer                                           | Soll das wirklich alles sein?   |
| 31 | 30 juillet   | Christina Stürmer                                           | Soll das wirklich alles sein?   |
| 32 | 6 août       | Nockalm Quintett                                            | Prinz Rosenherz                 |
| 33 | 13 août      | Red Hot Chili Peppers                                       | Live in Hyde Park               |
| 34 | 20 août      | Seer                                                        | Über'n Berg                     |
| 35 | 27 août      | Seer                                                        | Über'n Berg                     |
| 36 | 3 septembre  | Seer                                                        | Über'n Berg                     |
| 37 | 10 septembre | Seer                                                        | Über'n Berg                     |
| 38 | 17 septembre | Christina Stürmer                                           | Soll das wirklich alles sein?   |
| 39 | 24 septembre | Gentleman                                                   | Confidence                      |
| 40 | 1er octobre  | Kastelruther Spatzen                                        | Berg ohne Wiederkehr            |
| 41 | 8 octobre    | Rammstein                                                   | Reise, Reise                    |
| 42 | 15 octobre   | R.E.M.                                                      | Around the Sun                  |
| 43 | 22 octobre   | Rammstein                                                   | Reise, Reise                    |
| 44 | 29 octobre   | Robbie Williams                                             | Greatest Hits                   |
| 45 | 5 novembre   | Robbie Williams                                             | Greatest Hits                   |
| 46 | 12 novembre  | Kiddy Contest Kids                                          | Kiddy Contest Vol. 10           |
| 47 | 19 novembre  | Kiddy Contest Kids                                          | Kiddy Contest Vol. 10           |
| 48 | 26 novembre  | Kiddy Contest Kids                                          | Kiddy Contest Vol. 10           |
| 49 | 3 décembre   | U2                                                          | How to Dismantle an Atomic Bomb |
| 50 | 10 décembre  | Kiddy Contest Kids                                          | Kiddy Contest Vol. 10           |
| 51 | 17 décembre  | Kiddy Contest Kids                                          | Kiddy Contest Vol. 10           |
| 52 | 24 décembre  | Kiddy Contest Kids                                          | Kiddy Contest Vol. 10           |
| 52 | 31 décembre  | Robbie Williams                                             | Greatest Hits                   |